# Yacarerani

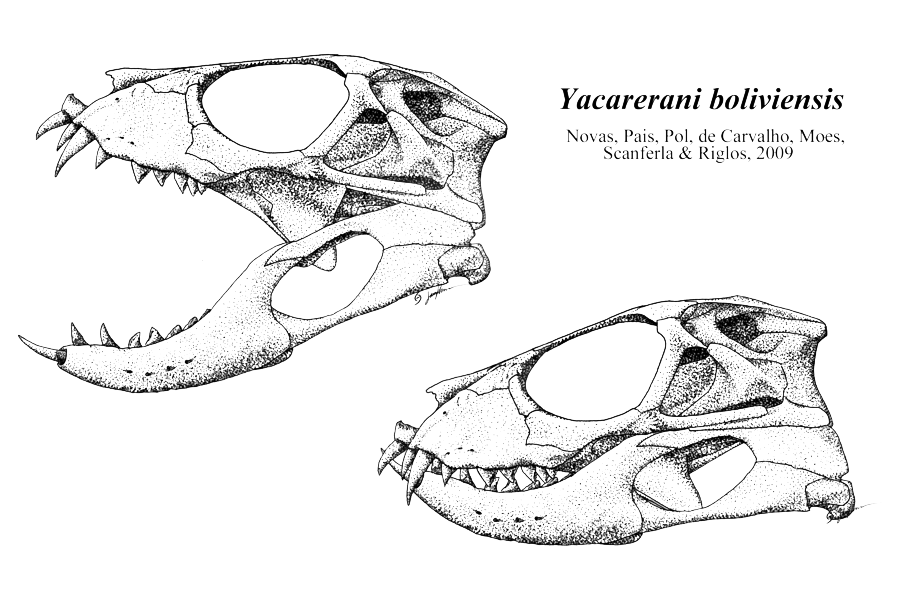
Restauración cráneo de Jaime Headden.

Yacarerani (nombre que significa "primer yacaré" en guaraní) es un género extinto de crocodilomorfo notosuquio del Cretácico Superior. Sus fósiles fueron hallados en 2002 en la zona central de Bolivia en el Parque Nacional Amboró y datan de entre el Turoniense al Santoniense. El género fue descrito en 2009 en la publicación Journal of Vertebrate Paleontology. El material representa dos individuos y fueron encontrados en asociación con huevos que se piensa eran parte de un nido. Yacarerani era un pequeño crocodilomorfo de cerca de 80 centímetros de largo. Pudo haber vivido en pequeños grupos, creando madrigueras para depositar en estas sus huevos.
Los dientes de Yacarerani, como en otros notosuquios, es heterodonta, con distintas morfologías dentales según la parte de las mandíbulas. Dos dientes en la mandíbula inferior se proyectaban hacia adelante desde el extremo anterior, como los incisivos de un conejo. Otros dientes, situados posteriormente, poseían cúspides y estaban adaptados a moler o a picar la comida como tubérculos o pequeños artrópodos. En la mandíbula inferior, las filas de dientes del hueso dentarios se fusionaban posteriormente con los dientes dentarios anteriores. Lo mismo es cierto para las filas de los dientes superiores, que se fusionan en el paladar.
A continuación un cladograma adoptado de Novas et al. (2009) mostrando la posición filogenética de Yacarerani:
|  | Malawisuchus |
|  |              |
|  | Candidodon   |
|  |              |

|  | Comahuesuchus                                                   |
|  |                                                                 |
|  | Mariliasuchus                                                   |
|  |                                                                 |
|  | \| \| Yacarerani \| \| \| \| \| \| Adamantinasuchus \| \| \| \| |
|  |                                                                 |
|  | Yacarerani                                                      |
|  |                                                                 |
|  | Adamantinasuchus                                                |
|  |                                                                 |

|  | Yacarerani       |
|  |                  |
|  | Adamantinasuchus |
|  |                  |

|  | Chimaerasuchus |
|  |                |
|  | Sphagesaurus   |
|  |                |

|  | Baurusuchus |
|  |             |
|  | Sebecidae   |
|  |             |

|  | Chimaerasuchus |
|  |                |
|  | Sphagesaurus   |
|  |                |

|  | Baurusuchus |
|  |             |
|  | Sebecidae   |
|  |             |

|  | Comahuesuchus                                                   |
|  |                                                                 |
|  | Mariliasuchus                                                   |
|  |                                                                 |
|  | \| \| Yacarerani \| \| \| \| \| \| Adamantinasuchus \| \| \| \| |
|  |                                                                 |
|  | Yacarerani                                                      |
|  |                                                                 |
|  | Adamantinasuchus                                                |
|  |                                                                 |

|  | Yacarerani       |
|  |                  |
|  | Adamantinasuchus |
|  |                  |

|  | Chimaerasuchus |
|  |                |
|  | Sphagesaurus   |
|  |                |

|  | Baurusuchus |
|  |             |
|  | Sebecidae   |
|  |             |

|  | Chimaerasuchus |
|  |                |
|  | Sphagesaurus   |
|  |                |

|  | Baurusuchus |
|  |             |
|  | Sebecidae   |
|  |             |

|  | Malawisuchus |
|  |              |
|  | Candidodon   |
|  |              |

|  | Comahuesuchus                                                   |
|  |                                                                 |
|  | Mariliasuchus                                                   |
|  |                                                                 |
|  | \| \| Yacarerani \| \| \| \| \| \| Adamantinasuchus \| \| \| \| |
|  |                                                                 |
|  | Yacarerani                                                      |
|  |                                                                 |
|  | Adamantinasuchus                                                |
|  |                                                                 |

|  | Yacarerani       |
|  |                  |
|  | Adamantinasuchus |
|  |                  |

|  | Chimaerasuchus |
|  |                |
|  | Sphagesaurus   |
|  |                |

|  | Baurusuchus |
|  |             |
|  | Sebecidae   |
|  |             |

|  | Chimaerasuchus |
|  |                |
|  | Sphagesaurus   |
|  |                |

|  | Baurusuchus |
|  |             |
|  | Sebecidae   |
|  |             |

|  | Comahuesuchus                                                   |
|  |                                                                 |
|  | Mariliasuchus                                                   |
|  |                                                                 |
|  | \| \| Yacarerani \| \| \| \| \| \| Adamantinasuchus \| \| \| \| |
|  |                                                                 |
|  | Yacarerani                                                      |
|  |                                                                 |
|  | Adamantinasuchus                                                |
|  |                                                                 |

|  | Yacarerani       |
|  |                  |
|  | Adamantinasuchus |
|  |                  |

|  | Chimaerasuchus |
|  |                |
|  | Sphagesaurus   |
|  |                |

|  | Baurusuchus |
|  |             |
|  | Sebecidae   |
|  |             |

|  | Chimaerasuchus |
|  |                |
|  | Sphagesaurus   |
|  |                |

|  | Baurusuchus |
|  |             |
|  | Sebecidae   |
|  |             |

|  | Malawisuchus |
|  |              |
|  | Candidodon   |
|  |              |

|  | Comahuesuchus                                                   |
|  |                                                                 |
|  | Mariliasuchus                                                   |
|  |                                                                 |
|  | \| \| Yacarerani \| \| \| \| \| \| Adamantinasuchus \| \| \| \| |
|  |                                                                 |
|  | Yacarerani                                                      |
|  |                                                                 |
|  | Adamantinasuchus                                                |
|  |                                                                 |

|  | Yacarerani       |
|  |                  |
|  | Adamantinasuchus |
|  |                  |

|  | Chimaerasuchus |
|  |                |
|  | Sphagesaurus   |
|  |                |

|  | Baurusuchus |
|  |             |
|  | Sebecidae   |
|  |             |

|  | Chimaerasuchus |
|  |                |
|  | Sphagesaurus   |
|  |                |

|  | Baurusuchus |
|  |             |
|  | Sebecidae   |
|  |             |

|  | Comahuesuchus                                                   |
|  |                                                                 |
|  | Mariliasuchus                                                   |
|  |                                                                 |
|  | \| \| Yacarerani \| \| \| \| \| \| Adamantinasuchus \| \| \| \| |
|  |                                                                 |
|  | Yacarerani                                                      |
|  |                                                                 |
|  | Adamantinasuchus                                                |
|  |                                                                 |

|  | Yacarerani       |
|  |                  |
|  | Adamantinasuchus |
|  |                  |

|  | Chimaerasuchus |
|  |                |
|  | Sphagesaurus   |
|  |                |

|  | Baurusuchus |
|  |             |
|  | Sebecidae   |
|  |             |

|  | Chimaerasuchus |
|  |                |
|  | Sphagesaurus   |
|  |                |

|  | Baurusuchus |
|  |             |
|  | Sebecidae   |
|  |             |

|  | Malawisuchus |
|  |              |
|  | Candidodon   |
|  |              |

|  | Comahuesuchus                                                   |
|  |                                                                 |
|  | Mariliasuchus                                                   |
|  |                                                                 |
|  | \| \| Yacarerani \| \| \| \| \| \| Adamantinasuchus \| \| \| \| |
|  |                                                                 |
|  | Yacarerani                                                      |
|  |                                                                 |
|  | Adamantinasuchus                                                |
|  |                                                                 |

|  | Yacarerani       |
|  |                  |
|  | Adamantinasuchus |
|  |                  |

|  | Chimaerasuchus |
|  |                |
|  | Sphagesaurus   |
|  |                |

|  | Baurusuchus |
|  |             |
|  | Sebecidae   |
|  |             |

|  | Chimaerasuchus |
|  |                |
|  | Sphagesaurus   |
|  |                |

|  | Baurusuchus |
|  |             |
|  | Sebecidae   |
|  |             |

|  | Comahuesuchus                                                   |
|  |                                                                 |
|  | Mariliasuchus                                                   |
|  |                                                                 |
|  | \| \| Yacarerani \| \| \| \| \| \| Adamantinasuchus \| \| \| \| |
|  |                                                                 |
|  | Yacarerani                                                      |
|  |                                                                 |
|  | Adamantinasuchus                                                |
|  |                                                                 |

|  | Yacarerani       |
|  |                  |
|  | Adamantinasuchus |
|  |                  |

|  | Chimaerasuchus |
|  |                |
|  | Sphagesaurus   |
|  |                |

|  | Baurusuchus |
|  |             |
|  | Sebecidae   |
|  |             |

|  | Chimaerasuchus |
|  |                |
|  | Sphagesaurus   |
|  |                |

|  | Baurusuchus |
|  |             |
|  | Sebecidae   |
|  |             |